# 摩里斯桥
摩里斯桥是美国伊利诺伊州摩里斯的一座跨过伊利诺伊河桥梁，承载47号伊利诺伊州州道，旧桥为桁架桥，1934年完工，2002年完成了拆除重建，新桥为钢板梁桥。